# Nora Greenwald
Noreen Kristina (Nora) Greenwald (Forest Lake (Minnesota), 7 september 1977), beter bekend als Molly Holly, is een Amerikaans voormalig professioneel worstelaarster die vooral bekend is van haar tijd bij World Championship Wrestling en World Wrestling Entertainment.

## In het worstelen
- Finishers
  - Molly–Go–Round
  - Twin City Twister (WCW)
  - Victory roll

- Kenmerkende bewegingen
  - Backbreaker
  - Baseball slide
  - Bow and arrow stretch
  - Diving crossbody
  - Double axe handle
  - Elbow drop
  - Frankensteiner
  - Fireman's carry drop
  - Fujiwara armbar
  - Grounded spinning arm wringer
  - Handspring back elbow smash
  - Headscissors takedown
  - Indian deathlock
  - Missile dropkick
  - Modified seated chinlock
  - Meerdere suplex variaties
    - Double wrist–lock bridging Northern Lights
    - Gutwrench
    - Snap

  - Rolling neck snap
  - Shoulderbreaker – 2003
  - Sitout powerbomb
  - Swinging neckbreaker

- Managers
  - Spike Dudley
  - Hardcore Holly
  - Gail Kim
  - The Hurricane
  - Crash Holly
  - William Regal

## Prestaties
- New Dimension Wrestling
  - NDW Women's Championship (1 keer)

- World Professional Wrestling Federation
  - WPWF Women's Championship (1 keer)

- World Wrestling Federation/Entertainment
  - WWF Hardcore Championship (1 keer)
  - WWE Women's Championship (2 keer)